# USS Damato (DD-871)
USS Damato (DD-871/DDE-871) là một tàu khu trục lớp Gearing được Hải quân Hoa Kỳ chế tạo vào giai đoạn cuối Chiến tranh Thế giới thứ hai. Nó là chiếc tàu chiến duy nhất của Hải quân Mỹ được đặt theo tên Hạ sĩ Thủy quân Lục chiến Anthony P. Damato (1922-1944), người đã tử trận trong Trận Eniwetok tại quần đảo Marshall và được truy tặng Huân chương Danh Dự. Hoàn tất khi chiến tranh đã kết thúc, con tàu tiếp tục phục vụ trong giai đoạn Chiến tranh Lạnh và Chiến tranh Việt Nam cho đến năm 1980. Nó được chuyển cho Pakistan và tiếp tục phục vụ cùng Hải quân Pakistan như là chiếc PNS Tippu Sultan cho đến khi bị tháo dỡ năm 1994.

## Thiết kế và chế tạo
Damato được đặt lườn tại xưởng tàu của hãng Bethlehem Steel Corporation ở Staten Island, New York vào ngày 10 tháng 5 năm 1945. Nó được hạ thủy vào ngày 21 tháng 11 năm 1945; được đỡ đầu bởi bà Anthony P. Damato, vợ góa Hạ sĩ Damato, và nhập biên chế vào ngày 27 tháng 4 năm 1946 dưới quyền chỉ huy của Hạm trưởng, Trung tá Hải quân I. S. Presler.

## Lịch sử hoạt động

### 1947 - 1962
Sau khi hoàn tất việc chạy thử máy huấn luyện, Damato gia nhập Hạm đội Đại Tây Dương và đặt cảng nhà tại Newport, Rhode Island, và từ tháng 12 năm 1947 đã chuyển cảng nhà đến Norfolk, Virginia. Nó tiến hành những hoạt động huấn luyện và thư0c hành thường lệ dọc theo bờ biển Đại Tây Dương, trải rộng từ Cuba cho đến Newfoundland. Vào mùa Hè năm 1949, nó đón lên tàu những học viên sĩ quan cho chuyến đi thực tập sang Châu Âu, viếng thăm Anh và Pháp; và đến mùa Thu năm đó lại tham gia các cuộc thử nghiệm hoạt động trong điều kiện thời tiết giá lạnh khắc nghiệt tại vùng Bắc Cực.

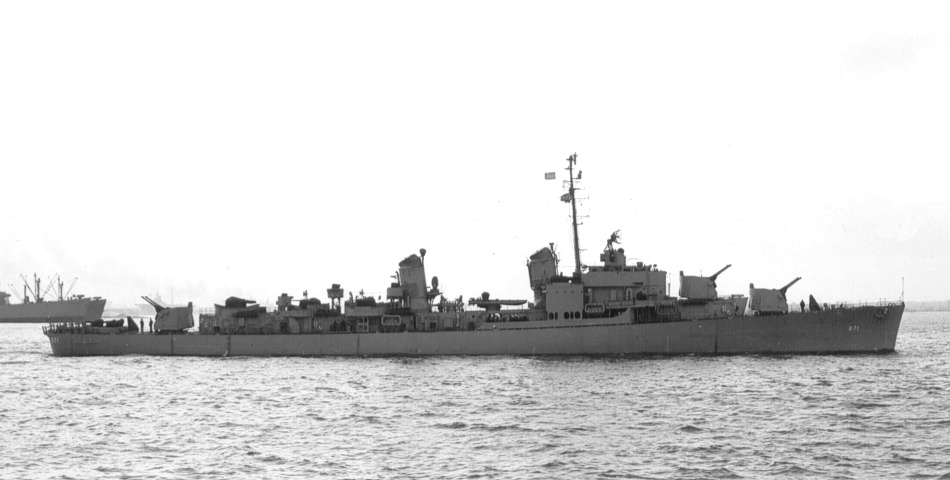
Damato vào năm 1946.

Từ tháng 9 đến tháng 11, 1950, lần đầu tiên Damato được biệt phái sang phục vụ cùng Đệ Lục hạm đội tại Địa Trung Hải, rồi trong năm tiếp theo đã tham gia các cuộc tập trận tìm diệt chống tàu ngầm tại khu vực Nam Đại Tây Dương. Nó được xếp lại lớp như một tàu khu trục hộ tống với ký hiệu lườn DDE-871 vào ngày 4 tháng 3, 1951, và lần lượt được biệt phái sang khu vực Địa Trung Hải vào mùa Thu năm 1951 và mùa Hè các năm 1952, 1953 và 1954. Trong các năm 1952 và 1953, nó tham gia các cuộc tập trận phối hợp trong Khối NATO tại vùng biển Bắc Đại Tây Dương, và vào mùa Hè năm 1955 đã thực hiện chuyến đi thực tập cho học viên sĩ quan của Học viện Hải quân Hoa Kỳ đến Na Uy và Thụy Điển.
Damato lại phục vụ cùng Đệ Lục hạm đội tại Địa Trung Hải từ tháng 10 đến tháng 12, 1956, và đã có mặt tại Hampton Roads vào ngày 12 tháng 6, 1957 trong một cuộc duyệt binh hải quân quốc tế. Nó đi đến Brazil vào mùa Hè năm đó cho một chuyến đi thực tập dành cho học viên sĩ quan, rồi lên đường đi Địa Trung Hải vào tháng 3, 1958, nơi nó tuần tra dọc bờ biển Palestine. Con tàu băng qua kênh đào Suez để gia nhập Lực lượng Trung Đông tại khu vực vịnh Ba Tư trước khi lên đường quay trở về Norfolk vào tháng 9. Đến năm 1959, nó hoạt động cùng Lực lượng Đặc nhiệm Alfa, tham gia vào việc thử nghiệm các chiến thuật và thiết bị mới để chống tàu ngầm.
Damato viếng thăm Quebec, Canada vào tháng 7, rồi sang tháng 8 lại tiếp tục đi lên phía Bắc và băng qua tuyến đường thủy St. Lawrence, vừa được khánh thành một tháng trước đó, ghé qua Montréal và Rochester, New York, rồi đi đến Toronto nơi diễn ra cuộc Triển lãm Quốc gia Canada. Nó tham gia cuộc duyệt binh phối hợp trong khối NATO tại đây dưới sự chủ trì của Đô đốc Hạm đội Louis Mountbatten, sĩ quan quân đội cao cấp nhất của Anh. Quay trở về nhà, con tàu ghé qua Ogdensburg, New York trước khi tiếp tục các hoạt động thường lệ dọc theo vùng bờ Đông và vùng biển Caribe cho đến năm 1962.
Vào tháng 1, 1962, Damato tham gia vào Chương trình Mercury khi tham gia vào nhóm thu hồi tàu vũ trụ được phóng lên quỹ đạo. Khi vụ Khủng hoảng tên lửa Cuba xảy ra vào tháng 9 năm đó, chiếc tàu khu trục đã tham gia vào lực lượng phong tỏa hòn đảo này cho đến khi vụ khủng hoảng được dàn xếp hòa bình.

### 1963 - 1980
Vào năm 1963, Damato đi vào Xưởng hải quân Norfolk để được nâng cấp trong khuôn khổ Chương trình Hồi sinh và Hiện đại hóa Hạm đội (FRAM: Fleet Rehabilitation and Modernization). Công việc kéo dài mười một tháng này đã bổ sung cho nó những vũ khí và cảm biến chống ngầm tiên tiến như tên lửa chống ngầm RUR-5 ASROC và máy bay trực thăng không người lái chống ngầm Gyrodyne QH-50 DASH. Việc nâng cấp hoàn tất vào tháng 2, 1964, và con tàu được xếp lại lớp như một tàu khu trục thông thường và lấy lại ký hiệu lườn cũ DD-871.
Damato sau đó luân phiên phục vụ cùng Đệ Nhị hạm đội dọc theo vùng bờ biển Đại Tây Dương và vùng biển Caribe với những đợt biệt phái sang hoạt động cùng Đệ Lục hạm đội tại Địa Trung Hải. Nó trở thành soái hạm của Đội khu trục 222 vào tháng 8, 1964. Đến tháng 8, 1965, nó đã tham gia lực lượng hải quân hỗ trợ khi Hoa Kỳ cho đổ bộ lực lượng Thủy quân Lục chiến lên Cộng hòa Dominica, nơi đã xảy ra một cuộc đảo chính của phe thân cộng, buộc Hoa Kỳ phải can thiệp. Khi tình hình ổn định năm tháng sau đó, con tàu lên đường quay trở về cảng nhà.
Từ tháng 6, 1967 cho đến tháng 1, 1968, Damato đã phục vụ cùng Hạm đội Thái Bình Dương. Nó đi đến vùng biển Việt Nam vào ngày 2 tháng 9, 1967, nơi nó tham gia các Chiến dịch Sea Dragon và Market Time nhằm ngăn chặn việc vận chuyển vũ khí và tiếp liệu từ Bắc vào Nam Việt Nam. Con tàu đã trúng hai phát đạn pháo đối phương vào sáng ngày 13 tháng 9, buộc phải sửa chữa trước khi quay trở lại hoạt động; và vào các ngày 12 và 13 tháng 12, nó đã bắn hải pháo hỗ trợ tại Đặc khu Rừng Sác gần cửa sông Sài Gòn. Hoàn thành đợt phục vụ tại Viễn Đông, nó quay trở về Norfolk vào ngày 2 tháng 1, 1968.
Sau một lượt biệt phái sang hoạt động tại Địa Trung Hải vào năm 1969, Damato được đặt trong tình trạng hoạt động giới hạn từ ngày 10 tháng 10, 1969 đến ngày 7 tháng 10, 1970. Nó đi đến vịnh Guantánamo, Cuba vào tháng 1, 1971 để huấn luyện ôn tập nhằm chuẩn bị cho đợt hoạt động tiếp theo. Trong lượt phục vụ cùng Đệ Lục hạm đội tại Địa Trung Hải từ tháng 2 đến tháng 7, nó tham gia nhiều cuộc thực tập của hạm đội đồng thời theo dõi hoạt động của một tàu tuần dương Liên Xô ngoài khơi bờ biển Libya, cũng như theo dấu một tàu ngầm Liên Xô hoạt động tại khu vực trước khi quay trở về nhà.
Damato lại khởi hành đi sang Bắc Âu vào tháng 9, 1971 để tham gia một cuộc tập trận của Khối NATO, rồi sang tháng 1, 1972 lại tham gia cuộc Tập trận Snowy Beach ngoài khơi bờ biển Maine. Một chuyến đi khác đến vùng biển Caribe vào tháng 2 được nó tiến hành để huấn luyện học viên quản lý của Trường Khu trục Hải quân, trước khi quay trở về Norfolk, Virginia. Nó chuyển cảng nhà đến Boston, Massachusetts vào ngày 1 tháng 7, và sau đó đi đến Newport, Rhode Island cho một lượt đại tu kéo dài năm tháng. Hoàn tất công việc trong xưởng tàu, nó đi đến khu vực vịnh Guantánamo, Cuba để huấn luyện ôn tập trước khi chuyển sang vai trò huấn luyện cho học viên sĩ quan dự bị. Cảng nhà của nó lại được chuyển đến Newport, Rhode Island vào tháng 2, 1974.
Trong những năm phục vụ sau cùng, Damato hoạt động dọc theo vùng bờ Đông Hoa Kỳ, chủ yếu trong vai trò huấn luyện sĩ quan hải quân dự bị và tham gia nhiều đợt tập trận hạm đội. Nó trải qua thêm một lần đại tu khác từ tháng 3 đến tháng 9, 1977. Nó được cho xuất biên chế vào ngày 30 tháng 9, 1980 và rút tên khỏi danh sách Đăng bạ Hải quân.

### PNSTippu Sultan(D168)
Con tàu được chuyển cho Pakistan và nhập biên chế cùng Hải quân Pakistan như là chiếc PNS Tippu Sultan (D168) vào ngày 1 tháng 10, 1980. Nó ngừng hoạt động và bị tháo dỡ vào năm 1994.